# Honda CBR 125 R
Die Honda CBR 125 R ist ein von 2004 bis 2017 verkauftes Leichtkraftrad der Firma Honda. Sie ist vollverkleidet und zählt zu den Supersportlern mit 125 cm³ Hubraum.

## Modelle

### 2004 bis 2007 (JC 34)

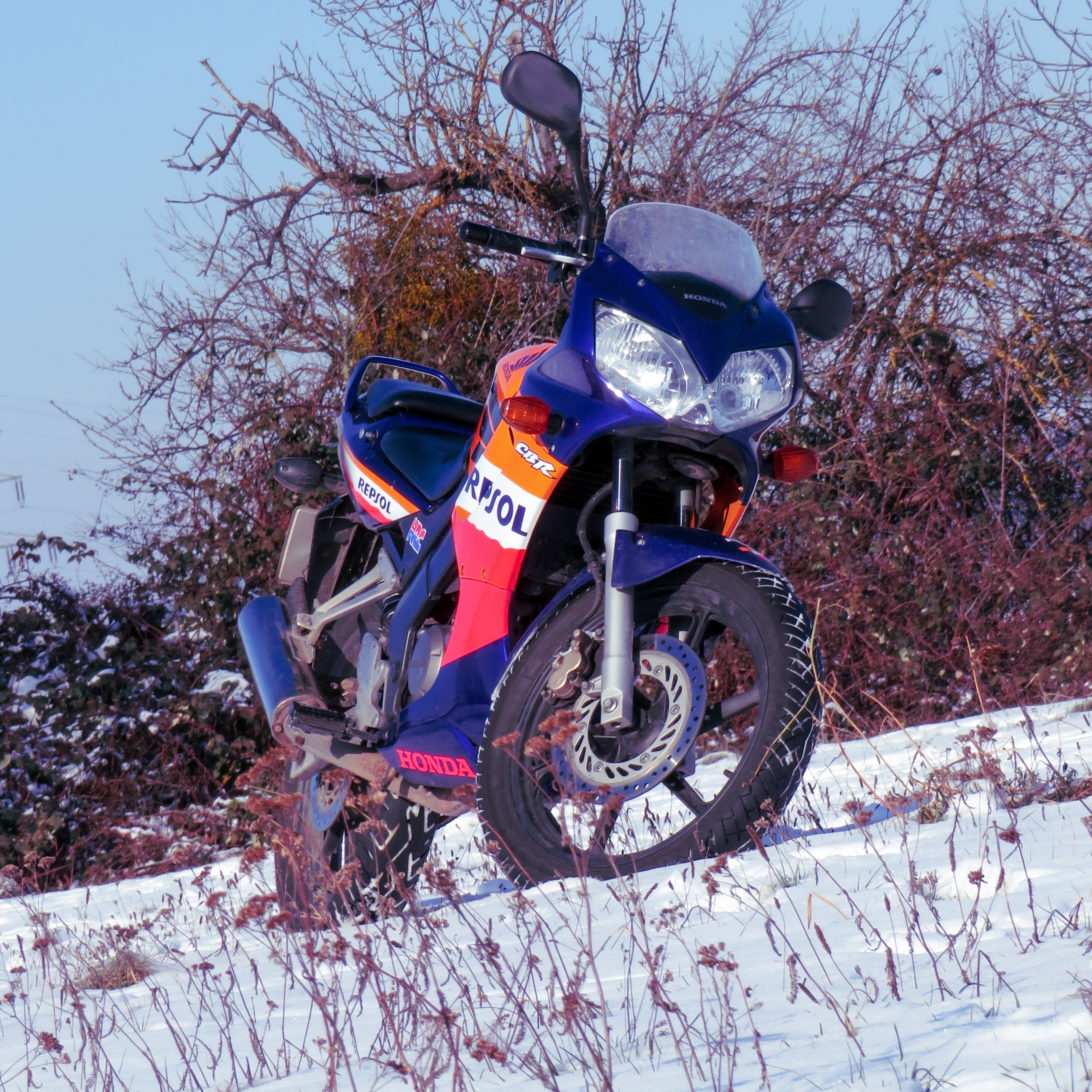
JC 34, Bj. 2005

Die CBR 125 R mit dem Werkscode JC34 löste den Zweitakter NSR 125 R in der Honda-Modellpalette ab. Gemäß dem umweltschonenden Ziel Hondas, die Produktion von Zweitaktmotoren einzustellen, ist dieses Kraftrad nunmehr mit einem einzylindrigen Viertaktmotor mit 125 cm³ Hubraum und Vergaser ausgestattet. Die Motorkühlung war als Wasserkühlung ausgeführt, was seinerzeit noch eher untypisch im Bereich kleinerer Hubräume war.
Der günstige Preis (2004: 2690 €) sowie die Möglichkeit, die CBR 125 schon mit 16 Jahren mit dem Führerschein der Klasse A1 auf europäischen Straßen zu nutzen, machten das Motorrad bei der jungen Zielgruppe sehr beliebt. 2004 war es das meistverkaufte Motorrad der 125er-Klasse in Deutschland. Dies ist auch einer der wichtigsten Gründe für Hondas damalige marktführende Position in diesem Segment. Beispielsweise konnte Honda im Segment der Motorräder bis 125 cm³ noch im Jahr 2006 die meisten Neuzulassungen in Deutschland vorweisen.

### 2007 bis 2010 (JC 39)

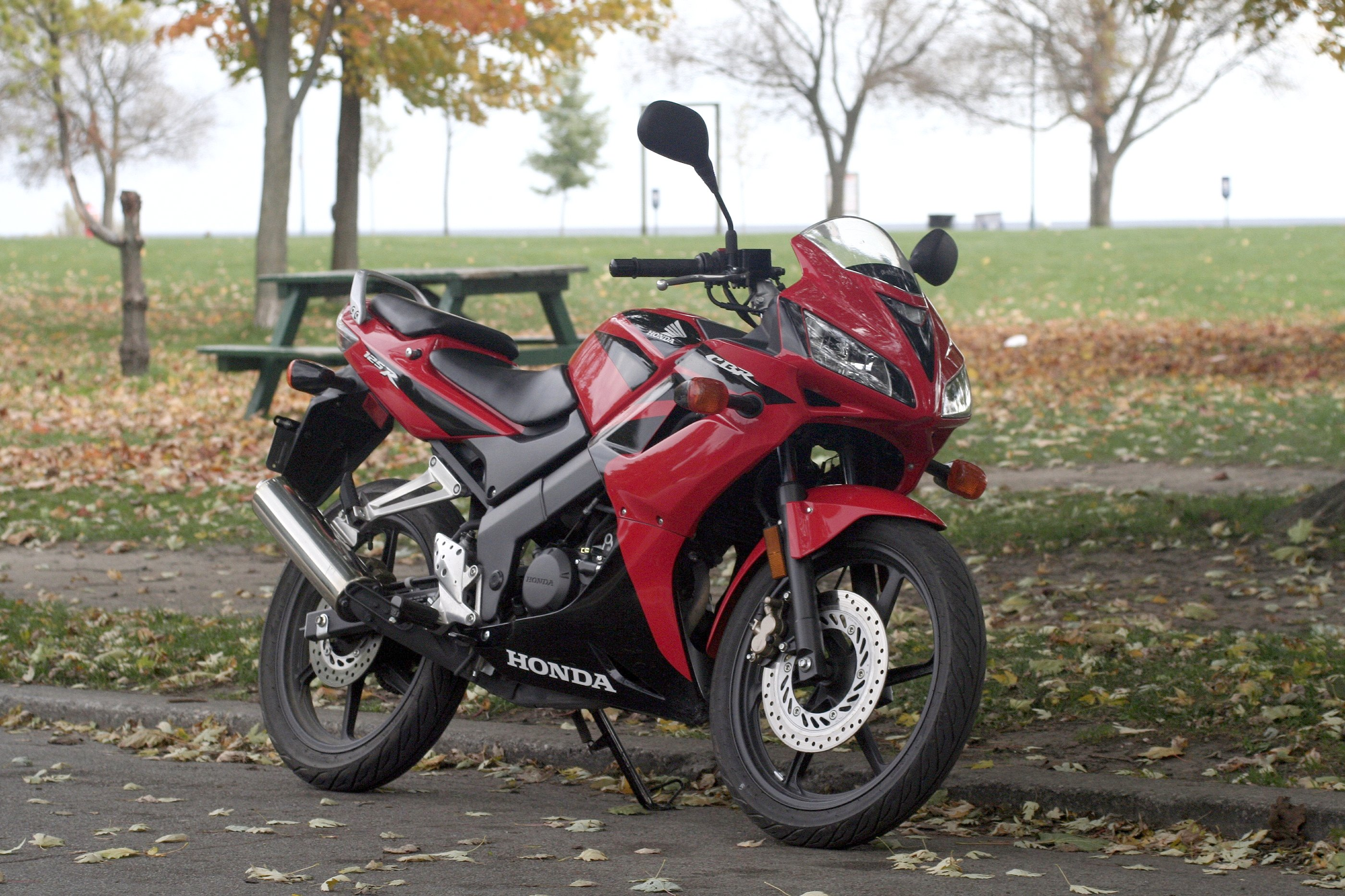
JC 39, Bj. 2008

Die CBR 125 R mit dem Werkscode JC 39 war seit Mai 2007 erhältlich. Sie hat einen überarbeiteten Motor – der Vergaser wurde durch die Einspritzung PGM-FI ersetzt und erfüllte dadurch die Abgasnorm Euro-3 durch eine Ersetzung des ungeregelten Katalysators durch einen Drei-Wege-Katalysator. Durch die Überarbeitung konnte der Verbrauch bei gleichbleibender Leistung leicht gesenkt werden.
Charakteristisch ist das neue Aussehen in Form der Honda CBR 600 RR, deren Ähnlichkeit vor allem an der Lichtmaske und der Form und Farbe der Lackierungen auffällt. Auch die Gestaltung der Anzeigeinstrumente im Cockpit wurde leicht verändert. Die meisten Bauteile, die nicht der Gemischaufbereitung dienen oder der Verkleidung angehören blieben unverändert, was die Reparatur der neuen Modelle mit älteren Ersatzteilen und umgekehrt möglich machte.

### 2011 bis 2017 (JC 50)

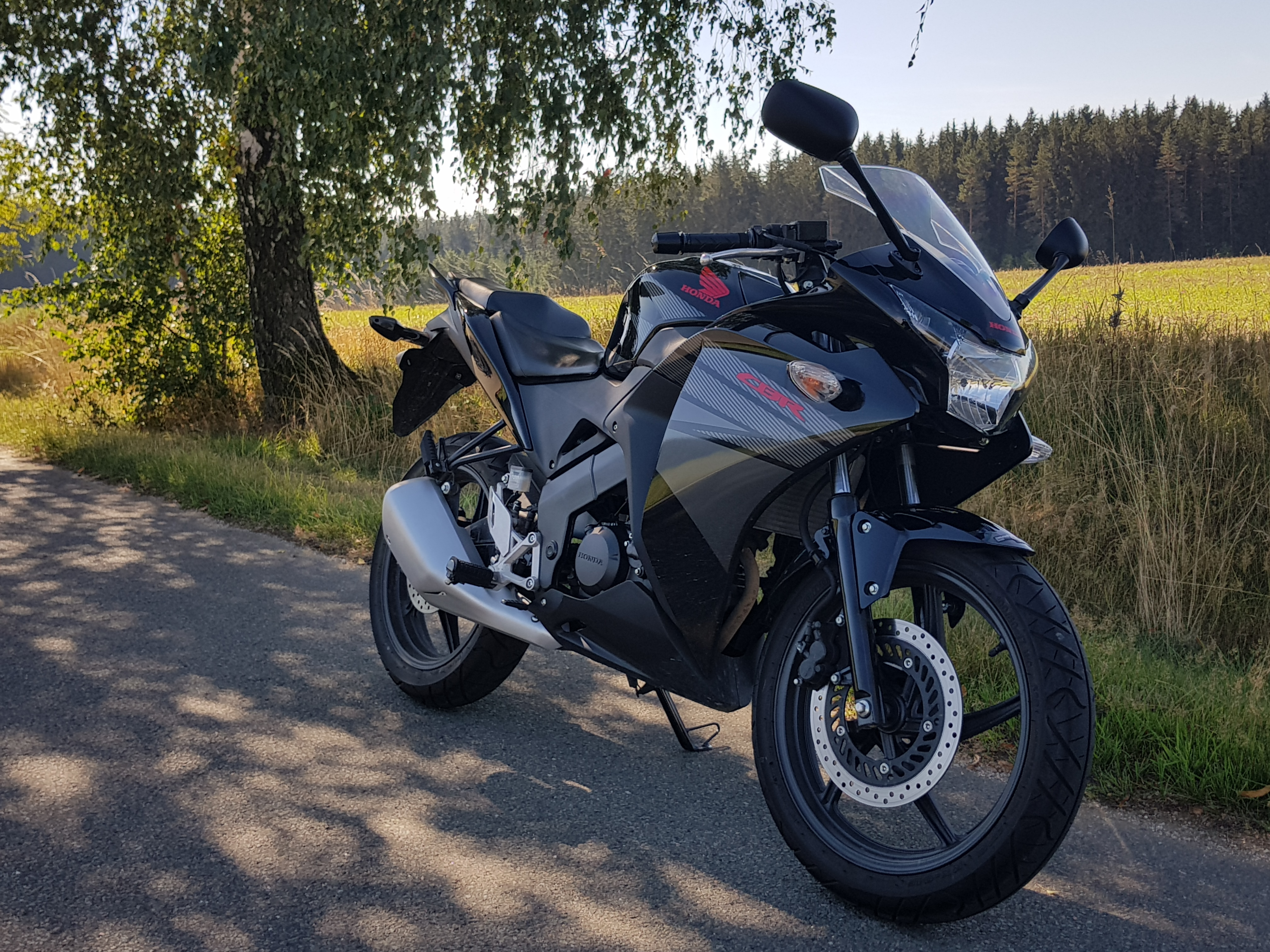
JC 50, Bj. 2016

Von 2011 bis 2017 war die neue Honda CBR 125 R, Werkscode JC 50, erhältlich. Dieses überarbeitete Modell weist ein völlig neues Design mit neuem Cockpit, überarbeitetem Chassis, neuem Auspuff, breiterer Vollverkleidung, sowie breiteren Reifen auf neuen Felgen auf, das es sich mit der Honda CBR 250 R teilt. Das Tankvolumen wurde von 10 auf 13 Liter erweitert, die Einspritzelektronik für eine größere Reichweite modifiziert. Ein Antiblockiersystem war für dieses Motorrad, wie auch für die Vorgängervarianten, nicht erhältlich.
Seit 2012 gilt in Deutschland außerdem nicht mehr die Regelung, dass Motorräder mit 125 cm³ Hubraum bei Personen im Alter von unter 18 Jahren gedrosselt werden müssen, was einen wesentlichen Anstoß an die Verkaufszahlen von dieser Hubraumklasse zur Folge hatte. Die Honda CBR 125 R ist neben der Yamaha YZF-R 125, der KTM RC 125 und der Aprilia RS4 125 eine der beliebtesten 125er in der Klasse der 4-Takt-Supersportler.

## Rezeption und Einstellung
Durch die Produktion in einem Werk in Thailand und die Verwendung kostengünstiger Herstellungsmaterialien (wie zum Beispiel die Reifen des recht unbekannten thailändischen Herstellers IRC) und die Verwendung von Teilen anderer Honda-Modelle (beispielsweise der Tacho und die Tachoscheibe) war es ermöglicht, den Verkaufspreis seit 2004 niedrig zu halten.
Die Resonanz auf den Zweisitzer in der Fachpresse war gegenüber den Modellvarianten wechselhaft. Oft wurden der günstige Verbrauch und die hohe Alltagstauglichkeit gelobt. Selten hingegen das Erscheinungsbild der Modelle bis 2011, aufgrund der schmalen Silhouette und der schmalen Reifen. Diese konnten allerdings durch breitere Reifen, beispielsweise von Bridgestone, ohne Eintragung ausgetauscht werden. Seit 2011 gehören breitere Reifen zur Standardausstattung und das Facelift verbreiterte das Motorrad optisch stark.
Im Zuge des Euro 4-Zwanges für Neuzulassungen ab 2017 wird die CBR 125 R nicht mehr im europäischen Raum angeboten. Offizielle Aussagen zur weiteren Produktion der CBR 125 R gibt es nicht. Für eine Einstellung der Produktion spricht die Vorstellung der neuen Honda CB 125 R auf der EICMA 2017, Hondas neues Steckenpferd im Bereich der 125-cm³-Leichtkrafträder.

## Technische Daten
| Modellvariante                         | CBR 125 R, JC 34 (ab 2004)                     | CBR 125 R(W), JC 39 (ab 2007)                   | CBR 125 R, JC 50 (ab 2011)                      |
| -------------------------------------- | ---------------------------------------------- | ----------------------------------------------- | ----------------------------------------------- |
| Motorart                               | Einzylinder-2-Ventil-Motor (OHC)               | Einzylinder-2-Ventil-Motor (OHC)                | Einzylinder-2-Ventil-Motor (OHC)                |
| Hubraum                                | 124,7 cm³                                      | 124,7 cm³                                       | 124,7 cm³                                       |
| Bohrung × Hub                          | 58 mm × 47,2 mm                                | 58 mm × 47,2 mm                                 | 58 mm × 47,2 mm                                 |
| Verdichtung                            | 11:1                                           | 11:1                                            | 11:1                                            |
| Leistung                               | 9,7 kW/13,2 PS bei 10.000/min                  | 10,3 kW/14 PS bei 10.000/min                    | 9,8 kW/13,3 PS bei 10.000/min                   |
| Drehmoment                             | 10,1 Nm bei 8000/min                           | 10,6 Nm bei 8250/min                            | 10,4 Nm bei 8000/min                            |
| Gemischaufbereitung                    | 28-mm-Gleichdruckvergaser                      | PGM-FI (programmierbare Kraftstoffeinspritzung) | PGM-FI (programmierbare Kraftstoffeinspritzung) |
| Schaltung                              | 6 Gang                                         | 6 Gang                                          | 6 Gang                                          |
| Bereifung                              | 80/90-17M/C 44P vorne, 100/80-17M/C 52P hinten | 80/90-17M/C 44P vorne, 100/80-17M/C 52P hinten  | 100/80-17 vorne, 130/70-17 hinten               |
| Länge × Breite × Höhe (in mm)          | 1920 × 675 × 1070                              | 1920 × 680 × 1065                               | 1985 × 710 × 1135                               |
| Gewicht (in kg)                        | 124                                            | 127                                             | 137                                             |
| Tankinhalt                             | 10 Liter                                       | 10 Liter                                        | 13 Liter                                        |
| Motorölinhalt                          | 1 Liter                                        | 1 Liter                                         | 1 Liter                                         |
| Verbrauch (in l/100 km) (Super Benzin) | 3,0                                            | 2,7                                             | 2,5 (laut Werk: 2,6)                            |

(Zu einigen der technischen Details der älteren Varianten gibt es widersprüchliche Angaben.)

## Galerie der verschiedenen Modellvarianten

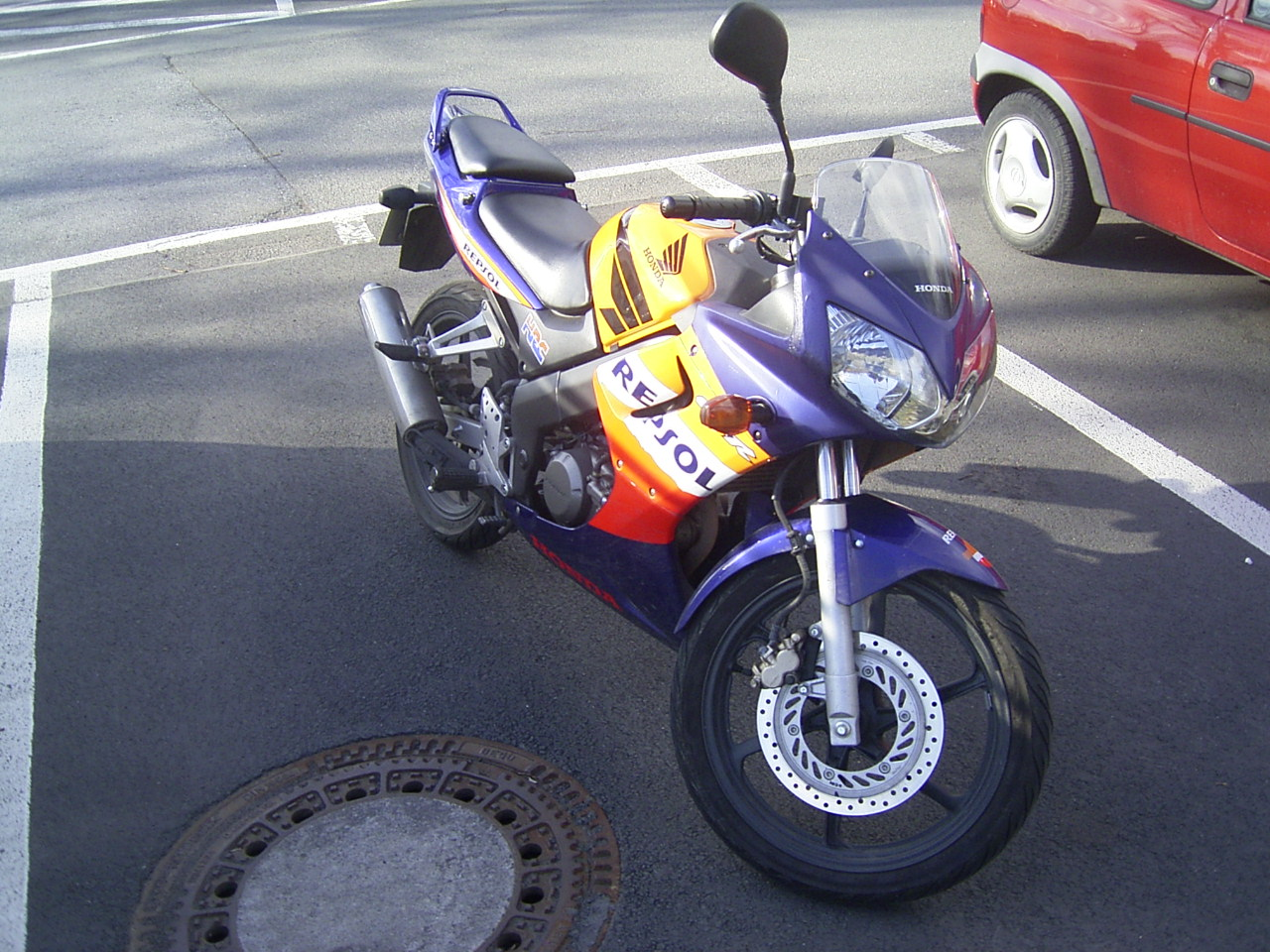
JC 34 in Repsol-Lackierung
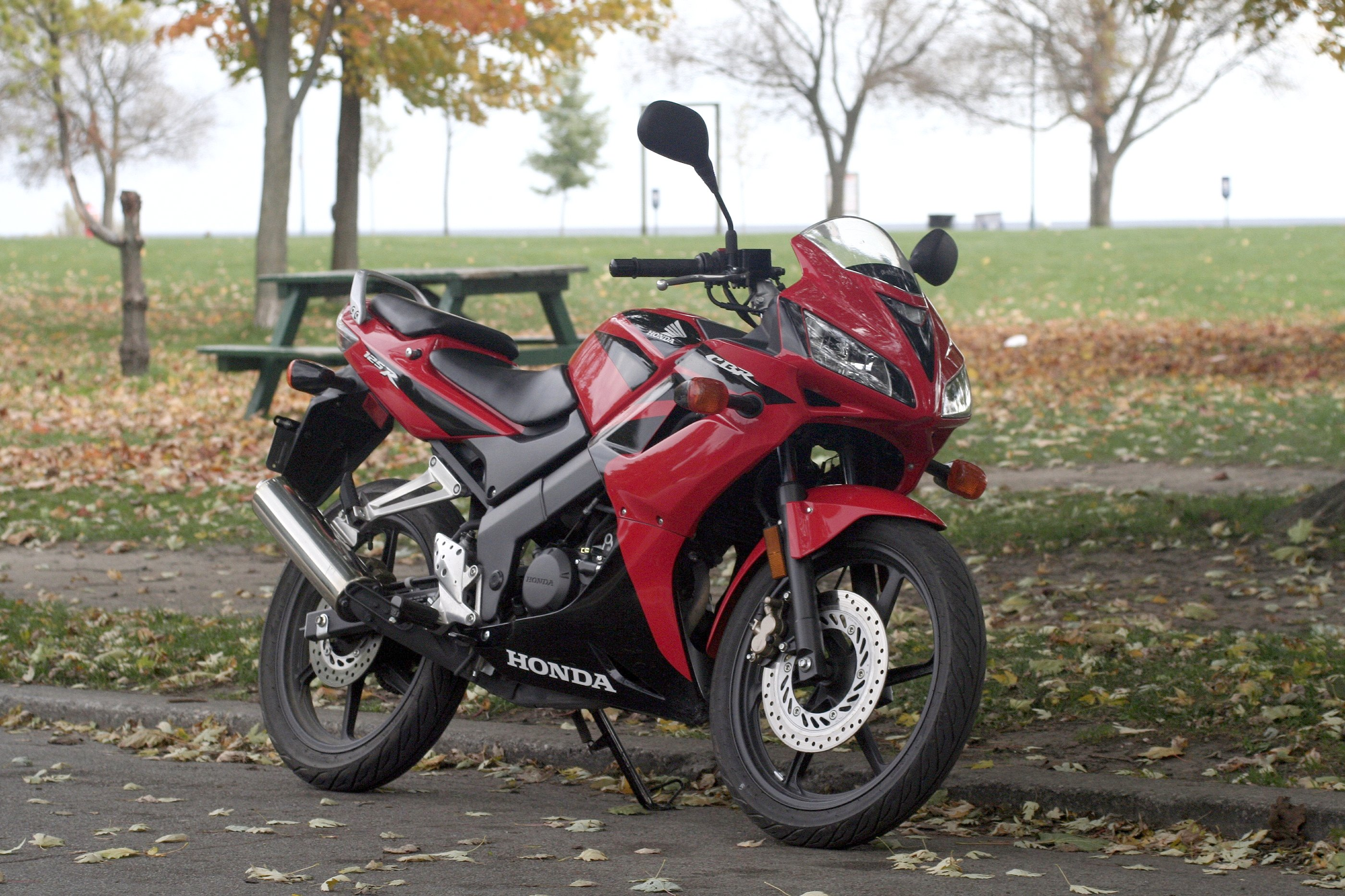
JC 39
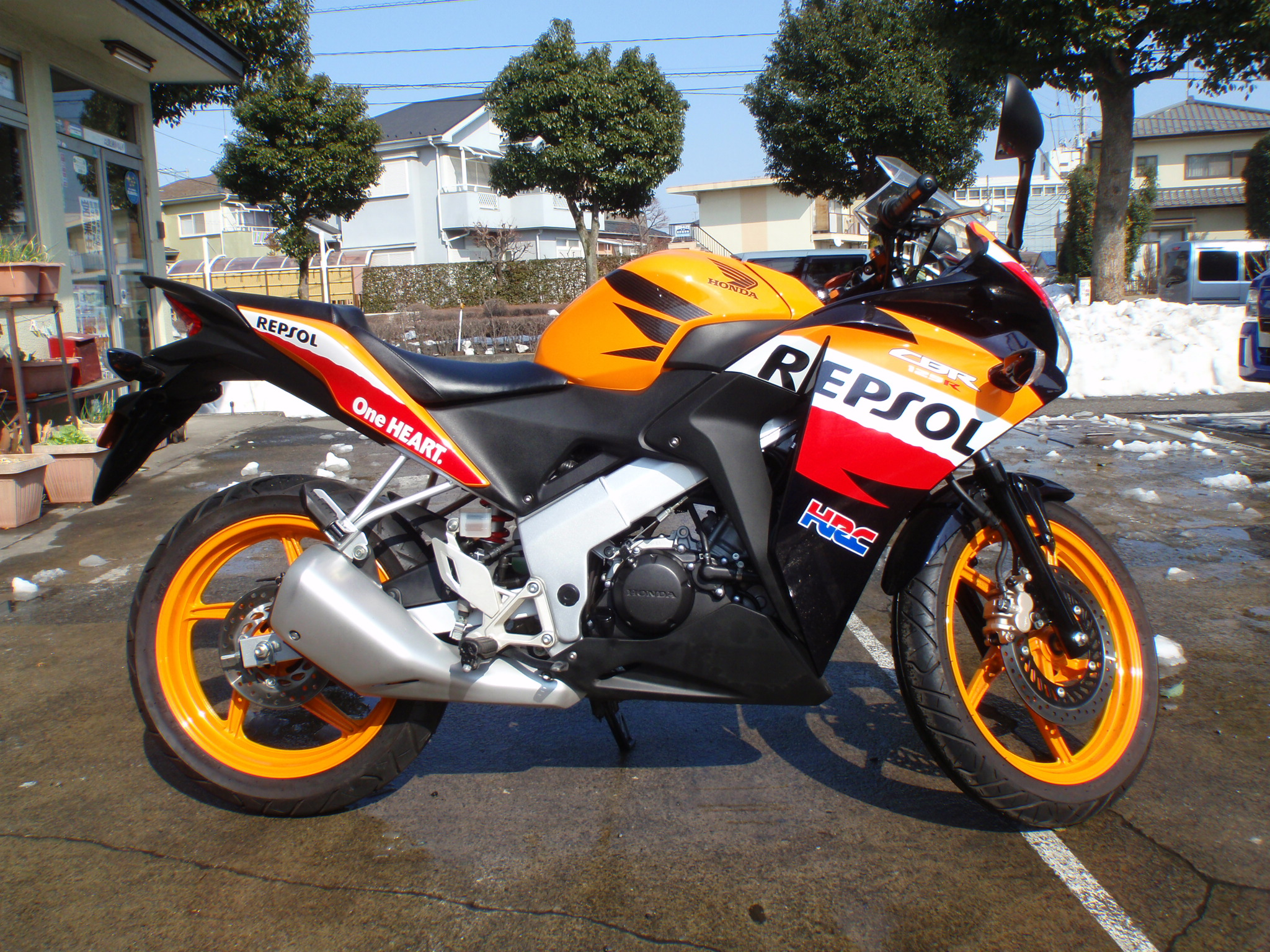
JC 50 in Repsol-Lackierung